# متیو هارد
متیو هارد (انگلیسی: Matthieu Huard؛ زادهٔ ۹ مهٔ ۱۹۹۸) بازیکن فوتبال اهل فرانسه است.
از باشگاه‌هایی که در آن بازی کرده‌است می‌توان به باشگاه فوتبال آژاکسیو اشاره کرد.